# Kneippkuur

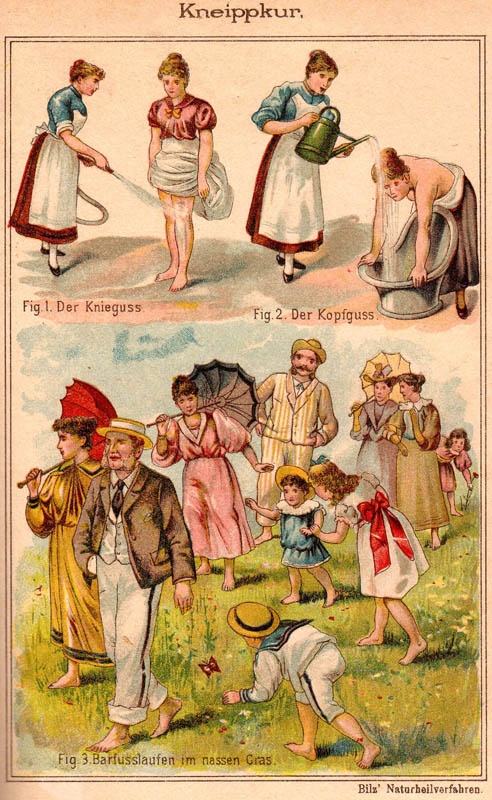
Voorstelling van de kneippkuur uit 1894

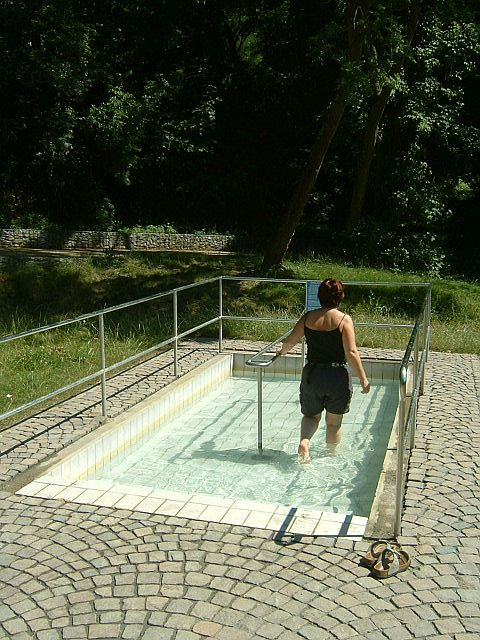
Wassertretstelle

Een kneippkuur is een bepaalde vorm van hydrotherapie.
De methode is genoemd naar Sebastian Kneipp (1821-1897). Kneipp werd op latere leeftijd priester. Als priester predikte hij het kuren met natuurlijke middelen, onder meer baden in afwisselend warm en koud water en toegediend volgens welomlijnde principes, maar ook het zich blootstellen aan zonlicht en gezonde lucht is. Naar hem werd de kuurmethode genoemd.
Een ‘kneippkuuroord’ is een kuuroord waar gekuurd kan worden volgens Kneipps principes. Onderdeel van een kneippkuuroord is de "Wassertretstelle", een ondiep waterbassin – een soort voetenbad – met een metalen hekje, waar de patiënt ter plaatse in het water "wandelt". Dergelijke baden zijn in Duitsland op diverse plaatsen in de openbare ruimte te vinden, vaak langs wandelroutes. In Vlaanderen werd een bescheiden kuuroord volgens de methode van Kneipp opgericht in Bokrijk. Slechts de Kneippstraat herinnert nog aan deze episode. In 1892 richtte broeder Aloysius een Kneipp instituut op in Heerlen, na in training te zijn geweest in Bad Wörishofen. Arts Frans Banning deed hetzelfde in een tot hotel “Keizer Karel” verbouwde villa aan het Keizer Karelplein in Nijmegen.
De afkoelslang – de zogenaamde "Kneipp-guss" – is ook door Kneipp ontwikkeld.